# Etheostoma spectabile
Etheostoma spectabile es una especie de peces de la familia Percidae en el orden de los Perciformes.

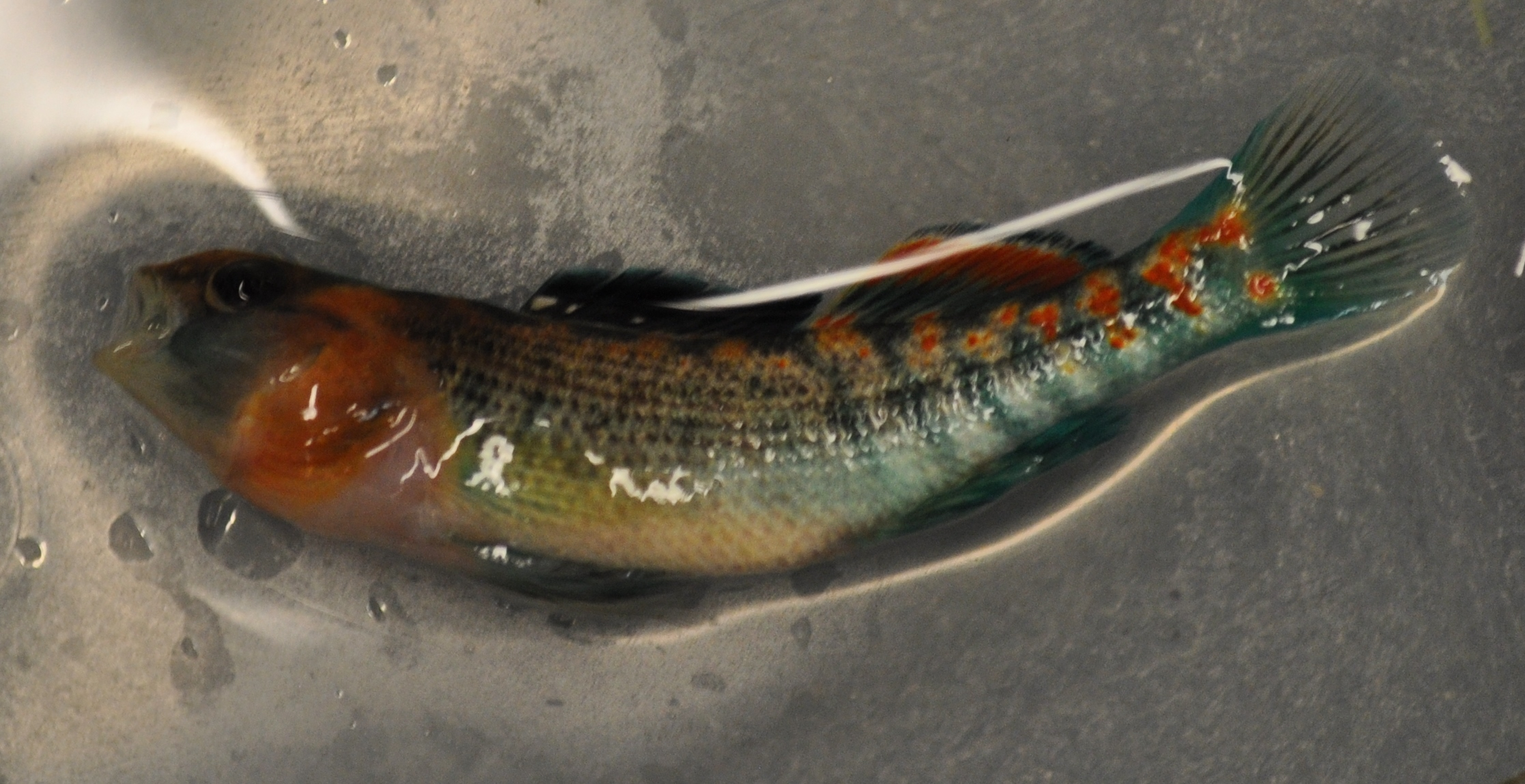

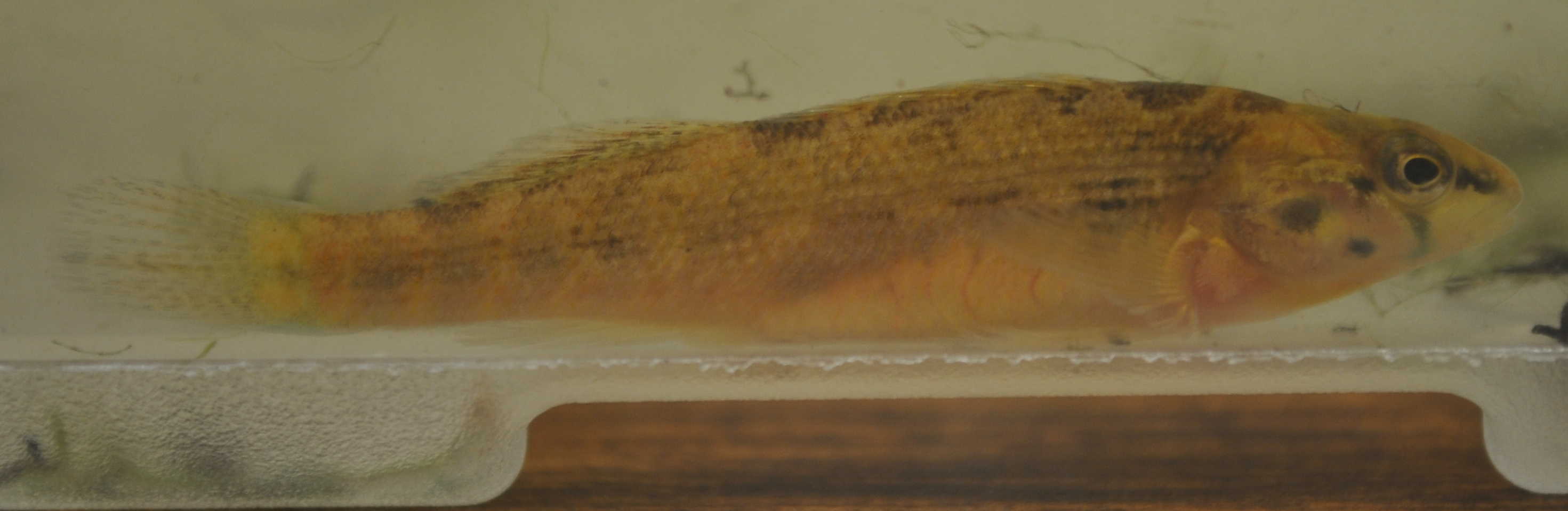

## Morfología
Los machos pueden llegar alcanzar los 7,2 cm de longitud total.

## Distribución geográfica
Se encuentran en Norteamérica.